# Ministère de l'Agriculture (Haut-Karabagh)
Pour les articles homonymes, voir Ministère de l'Agriculture.
Le ministère de l'Agriculture (arménien : Գյուղատնտեսության նախարարություն ; russe : Министерство сельского хозяйства) est un organe d'administration du Haut-Karabagh (république d'Artsakh).